# Ride on shooting star
「Ride on shooting star」（ライド・オン・シューティング・スター）は、日本のロックバンド、the pillowsの17枚目のシングルである。2000年4月26日発売。発売元はキングレコード。

## 概要
ベスト盤『Fool on the planet』の先行シングル。山中は、「お遊び程度で作っていたら他のメンバーからの評価が高く曲にして、シングルとなった」と語っていた。
OVA「フリクリ』のエンディング・テーマ曲で、特典に（初回特典ではない）フリクリのステッカー付き。
次のシングル『I think I can』、次のベスト盤『Fool on the planet』、ベスト盤の次の『Smile』まで隠しトラックが連続で収録されている。
the pillowsのシングル曲の中で演奏時間が最短になっている。

## 収録曲
全作詞曲 : Sawao Yamanaka
1. Ride on shooting star 　(2:21)
2. Skeleton Liar 　(3:17)
3. Subhuman　 (3:51)
  - 曲の後に「Advice (Remix ver.)」が隠しトラックとして、収録されている。

## 収録アルバム

### Ride on shooting star
- ベスト『Fool on the planet』
- サントラ『FLCL Original Sound Track NO.1 Addict』
- サントラ『FLCL Original Sound Track NO.3』
- ベスト『LOSTMAN GO TO YESTERDAY』
- ベスト『Rock stock&too smoking the pillows』

### Skeleton Liar & Subhuman
- B-Side集『Another morning, Another morning』
- ベスト『LOSTMAN GO TO YESTERDAY』